# Kim Lamarre
Kim Lamarre (n. 20 mai 1988, Québec, provincia Québec, Canada) este o sportivă ce a reprezentat Canada, medaliată olimpică. A participat la 2 ediții ale Jocurilor Olimpice (2014, 2018) în care a câștigat 1 medalie de bronz.